# Burgstall Wimberg (Windorf)
Der Burgstall Wimberg bezeichnet eine abgegangene Burg bei Wimberg, einem Gemeindeteil des niederbayerischen Marktes Windorf im Landkreis Passau. Die Anlage wird als Bodendenkmal unter der Aktennummer D-2-7345-0027 im Bayernatlas als „mittelalterlicher Burgstall“ geführt. Der Burgstall liegt ca. 2400 m nordöstlich von Vilshofen an der Donau und 800 m südöstlich von Wimberg.

## Beschreibung
Der Burgstall Wimberg fällt auf der Ostseite 60 m steil zum Doblmühlbach ab, einem linken Zufluss zur Donau, die sich ca. 1300 südlich des Burgstalls befindet. Der Burgstall ähnelt einem dreieckigen Radfahrsattel; die kürzere nördliche Seite des Burgstalls ist ca. 110 m lang, die beiden längeren ca. 130 m. Im nördlichen Teil befindet ein 8 m erhöhter Buckel, die Seitenteile fallen nach Süden etwas ab. Das Waldgebiet trägt die Bezeichnung „Burgstall“, allerdings sind keine Spuren einer Wehranlage vorhanden.